# George Mârzescu

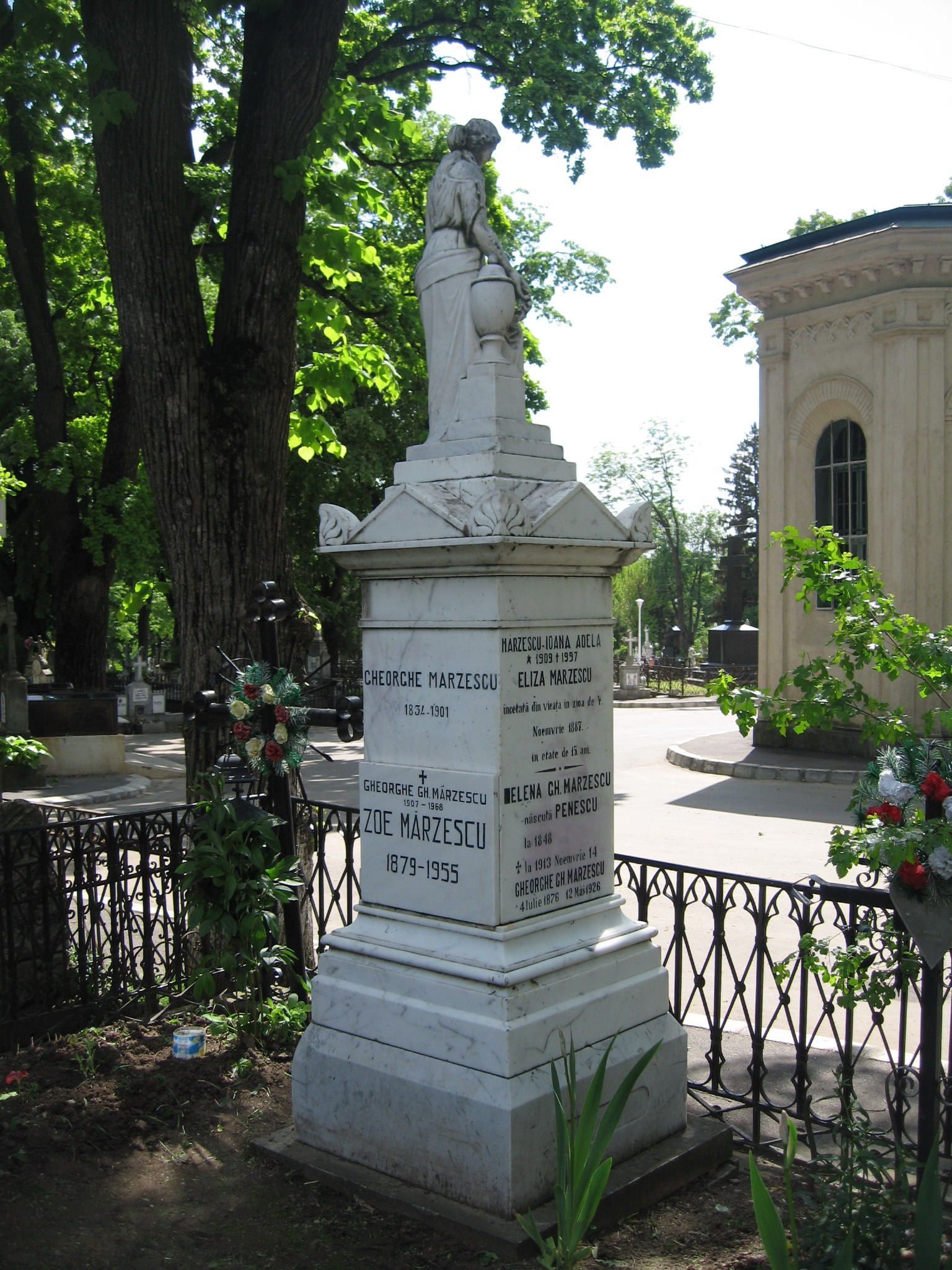
Mormântul lui George Mârzescu de la Cimitirul Eternitatea din Iaşi.

George Mârzescu (n. 29 august 1834, Iași – d. 12 aprilie 1901, Iași) a fost un politician și ministru român.